# AK-47
AK-47 (russisk: Автомат Калашникова, tr. Avtomat Kalasjnikova), ofte blot kaldet Kalasjnikov (eng: Kalashnikov), er et stormgevær designet af Mikhail Kalasjnikov og produceret af den russiske våbenproducent IZH.
AK-47'en blev især anvendt af Warszawapagtens styrker under den kolde krig. Geværet er det mest kendte og mest udbredte skydevåben nogensinde. Der er i dag 100 millioner eksemplarer i verden.
I 2004 blev det estimeret, at ud af de omkring 500 millioner skydevåben, der fandtes i verden, var omkring 100 millioner fra Kalashnikov-familien, og tre fjerdedele var AK-47".
Våbnet er så berømt og let genkendeligt, at det har været brugt som model til alt fra lamper til tryk på t-shirts og lignende. Det indgår desuden i Mozambiques flag. I november 2004 åbnede Kalashnikov Museum (også kaldet AK-47 Museum) i Isjevsk, som har omkring 10.000 besøgende om måneden.

## Design og produktion
Designet og filosofien bag AK-47 var den tyske værnemagts erfaringer fra 2. verdenskrig, hvor de fleste kampe blev udkæmpet på omkring 100 meters afstand. Derfor var der ikke behov for de langt mere træfsikfre og langtrækkende repetérrifler, som også var upraktisk lange for motoriseret infanteri, mens en maskinpistols pistolammunition omvendt var for svag. Løsningen blev det tyske stormgevær Sturmgewehr 44. I Sovjetunionen kom man til samme konklusion og søgte en lignende efterfølger til det hidtidige Mosin-Nagant. Det tyske stormgevær Sturmgewehr 44 blev således udgangspunktet for det første sovjetiske stormgevær, AK-47. Derfor er AK-47 og flere at dens efterkommere ikke kendt for at være særlig træfsikre ud over 300 meter.
AK-47 er billig at producere, enkel at vedligeholde og reparere. Den er derfor meget populær blandt guerillastyrker. Den findes i flere versioner fra AK-74U- til AK-100-serien. I dag er det fortsat AK-74m, som er den russiske hærs hovedgevær, men denne skal efter planen skiftes ud med AN-94 Abakan, som trods de designmæssige ligheder bruger en anden mekanisme i form af et roterende bundstykke.
AK-47 er verdens mest brugte militærvåben, og den bruges i dag i omkring 50 % af alle verdens lande. Der findes mange kopier af geværet, som er under konstant udvikling. AK-47 og dens efterkommere er kendt for at være særdeles gode i drift og for at fungere upåklageligt under alle forhold fra ørken til sump. Dele af AK-47 blev blandt andet kopieret af Israel ved udviklingen af landets Galil-gevær efter erfaringer fra Seksdageskrigen.
Geværet blev først produceret til det motoriserede infanteri fra 1947 og frem. Selv om AK-47 og det tyske Sturmgewehr 44 ligner hinanden udvendigt, er de meget forskellige indeni.
AK-47 kan ses som det bedste fra den amerikanske M1 Garand-riffel kombineret med de bedste aspekter af den tyske Sturmgewehr 44-riffel, produceret med de bedst tilgængelige procedurer i Sovjetunionen på det tidspunkt. Den blev Sovjetunionens officielle riffel i 1951.